# 인천 송도국제도시 어린이집 아동폭행 사건
인천 송도국제도시 어린이집 아동폭행 사건(仁川 松島國際都市 어린이집 兒童暴行 事件)은 2015년 1월 8일 오후 12시 50분, 인천광역시 연수구 송도동 송도국제도시의 모 어린이집에서, 어린이집 보육교사가 4살된 여자아이를 폭행한 사건이다.

## 사건 개요
보육교사 양모(35)씨는 사건 당일 점심시간인 오후 12시 50분, 아이들 급식판을 치우는 과정에서 음식을 남긴 식판을 발견하자, 4살된 여자아이를 불러 남은 음식을 먹게 한 뒤, 아이가 김치를 뱉어내자, 보육교사가 오른손으로 머리를 한 차례 강하게 내려쳤다. 한편 머리를 치기 전 보육교사가 계속해서 아이를 잡아 끌어당기고, 손을 치기까지 했으며, 이 과정에서 아이는 다리를 배배 꼬는 등 이상한 행동을 하였다.
4살된 이 여자 아이는, 멀찍이 나가 떨어졌고, 가만히 누워 한동안 충격에서 헤어나오지 못해 일어서지 못했다. 보육교사는 아무일 없었다는 듯 식판을 가져갔고 보육교사가 떠난 뒤에는 4살된 여자 아이가 남은 음식을 다시 주워 먹었다.

한편 이 사건을 지켜본 같은 또래의 아이들은, 보육교사의 폭행에 모두 무릎을 꿇고 앉아 그 모습을 고스란히 지켜보았고, 폐쇄회로 카메라를 지켜본 학부모들은 크게 분노하였다.

## 수사 과정
인천광역시 연수경찰서는, 해당 학부모의 신고를 받고, 이 어린이집에 대해 수사를 착수하였다. 수사가 시작되면서, 과거에도 이 어린이집에서 폭행이나 가혹행위가 있었다는 제보가 줄이어 나오면서, 이전 폐쇄회로 카메라를 추가로 확보해 조사를 하고 있다.

4살된 여자아이를 폭행한 보육교사는 경찰에 출석해 모든 학대를 시인했지만, 훈육 차원이라고 발뺌을 하는등 부인을 하였다. 그 후 추가 폭행 정황이 확인되자, 인천연수경찰서는 해당 보육교사에 대해 재소환 통보를 했으나, 해당 보육교사가 이를 주저하면서, 15일 밤 자신의 친정집에서 긴급체포되었다. 경찰은, 해당 교사에 대해서 조사를 토대로, 구속 영장을 신청하였다. 그리고 2015년 1월 17일 저녁 인천지방법원은 해당 보육교사 양모씨에 대해 구속영장을 발부받아 구속되었고, 원장 이모씨는 불구속 입건되었다.

그후 2월 9일, 인천지방검찰청은, 보육교사 양모씨를 아동복지법보다 더 중한 아동학대 특례법을 적용해 구속기소되었으며, 어린이집 원장도 불구속 기소되었다.

## 재판 과정
인천지방법원에서 열린 공판에서 가해자인 보육교사 양모씨는, 재판부에게 36차례나 반성문을 써가면서 진심이 아닌지 논란이 일었다. 그리고 결심공판에서는 가해자 양모씨에게 징역 3년을 구형하였고, 법원은, 1심 선고결과, 피고인 양모씨에게 징역 2년을 선고하였다. 또한 원장에게는 벌금 500만원을 선고하였다.

## 논란
해당 원장 선생님은, 이번 학대 사건이 터진 이후에도 어린이집 운영을 정상적으로 한다는 메시지가 공개되자, 학부모들과 지역사회, 누리꾼들이 크게 반발했다.

또 이 과정에서 해당 어린이집 원장과 해당 보육교사의 신상이 공개되는 사건도 발생되었다. 이 과정에서 해당 보육교사의 블로그까지 공개되었으나, 현재는 초기화된 상태다. 해당 어린이집 홈페이지도 역시 공개 여파로 폐쇄되었다.,

논란이 커지자, 해당 어린이집 원장은 사과를 하고 해당 어린이집은 임시 휴원하였다. 그리고 지역 주민들과 시민단체들은 해당 어린이집 앞에서 1인 릴레이 시위까지 하고 있는 상황이다.

거기에다가 해당 어린이집은 이미 보건복지부의 정부 평가에서 95점을 받아 우수기관으로 지정된것으로 나타나 더욱 더 충격을 주고 있다.

## 사건 여파
이번 사건 이후 지역사회는 연이어 나타나는 아동학대로 충격에 휩싸였다. 파장이 일파만파 퍼지고, 이 어린이집에서 또다른 폭행 장면이 연이어 나왔고, 이에 보건복지부는, 해당 어린이집에 대해 운영정지 처분을 내리고, 해당 보육교사에 대해서도 자격 정지 처분을 내렸다. 또 연수구청은, 해당 어린이집에 대해 시설폐쇄 처분을 밟았다. 이와 동시에 해당 어린이집은, 국공립 어린이집으로 전환되어 재개원했다.

## 사건 이후
사건이 터진 후 정부와 여당인 새누리당은 이번 사건 이후 전국에 있는 모든 어린이집을 대상으로 폐쇄회로 카메라 설치를 의무화하는 등 아동학대 방지 대책을 긴급히 마련하기로 하였다. 한편 새정치민주연합의 김영록 의원은 아동 학대가 발생한 어린이집을 영구적으로 퇴출시키는 '영유아보육법 개정안'을 발의하였다.

또, 경찰청은, 전국 어린이집과 유치원을 대상으로 '아동학대 전담팀'을 구성해 전수 조사에 들어갔으며, 117 신고센터에 아동학대 신고도 받을 예정이며, 학교, 병원, 복지시설등 아동학대 신고의무자를 대상으로 아동학대 교육도 실시된다.

그리고 보건복지부 문형표 장관은, 이 사건 이후 수요자 공급 중심에서 만족도 중심으로 바꾸자며, 보육교사 자격증을 국가고시로 전환하는 방안을 검토 중에 있다.

박근혜 대통령은 이번 사건 이후, 직장 및 민간어린이집을 국공립수준으로 끌어 올릴 수 있는 방안을 마련하라고 지시했다.

그러나, 전교조와 보육교사 단체는, 이같은 CCTV 설치 의무화가 보육교사의 처우는커녕, 인권 침해 및 감시를 당한다고 주장을 펼치고 있어 논란이 가중되고 있다.